# Kantig ärtmussla
Kantig ärtmussla (Pisidium milium) är en musselart som beskrevs av Held 1836. Kantig ärtmussla ingår i släktet Pisidium och familjen ärtmusslor. Arten är reproducerande i Sverige. Inga underarter finns listade i Catalogue of Life.

## Bildgalleri

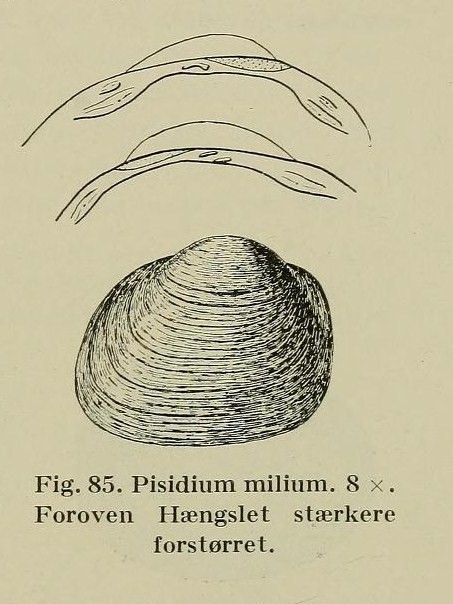